# Peter Šedivý
Peter Šedivý (* 5. ledna 1983) je slovenský fotbalový obránce, momentálně hrající za rakouský ASK Mannersdorf.

## Kariéra
S fotbalem začínal v šesti letech v PSČ Pezinok, odkud v roce 1997 zamířil na krátkou dobu do SŠG Bernolákovo. Ještě v témže roce však přestoupil do Interu Bratislava. Tady se postupně propracoval až do áčka a v lednu 2007 zamířil do Sigmy Olomouc. V Sigmě však nedostával mnoho prostoru, a proto v létě odešel na hostování do Vysočiny Jihlava. Po půl roce se do Olomouce vrátil, ale do týmu se opět neprobojoval a v létě 2008 odešel do Interu Bratislava. Po půl roce přestoupil ke konkurenční Petržalce a odtud roce 2011 do rakouského SV Horn.

## Úspěchy
- 3. místo na ME U19 v Norsku